# Ford Fiesta
A Ford Fiesta egy első kerék-hajtású kiskategóriás autó, amelyet a Ford 1976 és 2023 között hét generáción keresztül forgalmazott. Az évek során a Fiestát főként a Ford európai gyáraiban fejlesztették és gyártották, és az Escort (később a Focus) alá pozícionálták.
A Ford 1976 óta több mint 22 millió Fiestát adott el, ezzel az egyik legkelendőbb Ford volt az Escort és az F-sorozat mögött. Az Egyesült Királyságban, Németországban, Spanyolországban, Brazíliában, Argentínában, Venezuelában, Mexikóban, Tajvanon, Kínában, Indiában, Thaiföldön és Dél-Afrikában gyártották.
A Ford 2022 októberében bejelentette, hogy befejezik a Fiesta gyártását. Az utolsó Ford Fiesta 2023. július 7-én gördült le a gyártósorról.

## A Ford Fiesta gumiabroncsai
A Ford Fiesta-ra való gumiabroncsok a modelltől függően 145 80 R13 75 T és 205 40 R17 80 H között helyezkednek el. A Ford Fiesta-ra gyárilag nem szerelnek fel lépcsőzetes abroncsokat, így az azokban ajánlott gumiabroncs-nyomás mind a négy kerékre 1,8-től 2,8 bar-ig terjedhet, attól függően, hogy melyik modellről van szó.